# 高倉定助

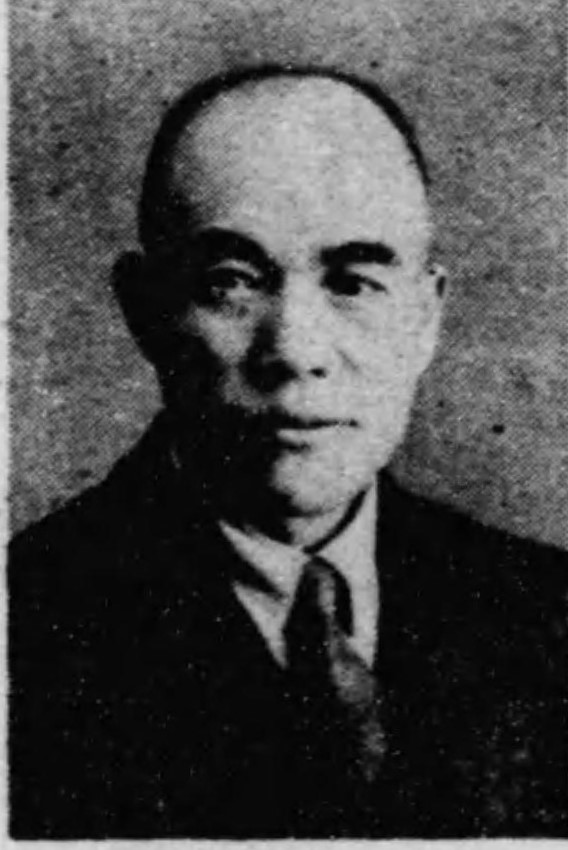
高倉定助

高倉 定助（たかくら さだすけ、1893年（明治26年）8月26日 - 1965年（昭和40年）1月20日）は、大正・昭和期の農業経営者、実業家、政治家。衆議院議員。

## 経歴
滋賀県甲賀郡土山村（土山町を経て現甲賀市土山町）で、高倉重助の四男として生まれる。滋賀県立水口農林学校（現滋賀県立水口高等学校）を卒業し農牧業を営む。
音更村会議員、帯広市会議員、北海道会議員、同参事会員を務めた。また、帯広市農会長、同農業会長、北海道農会議員、同農業会理事を歴任。十勝拓殖取締役社長、北海種苗公社取締役、北海道木炭取締役なども務めた。
1947年（昭和22年）4月、第23回衆議院議員総選挙で北海道第5区から出馬して当選し、その後、第25回総選挙まで再選され、衆議院議員に連続3期在任した。この間、日本農民党代議士会長、農民協同党会計局長、改進党院内総務、同会計監督を務めた。1953年（昭和28年）4月の第26回総選挙に出馬したが次点で落選した。